# Creston (Nebraska)
Creston – wieś w Stanach Zjednoczonych, w stanie Nebraska, w hrabstwie Platte.